# Zakk Sabbath
Zakk Sabbath je americká heavymetalová superskupina z Kalifornie založená v roce 2014. 
Skupinu založil kytarista a zpěvák Zakk Wylde na počest skupiny Black Sabbath. K  Zakkovi se přidali baskytarista Rob „Blasko“ Nicholson (ex-Ozzy Osbourne, ex-Rob Zombie) a bubeník Joey Castillo (ex-Danzig, ex-Queens of the Stone Age). 
V roce 2016 vydala své první živé album Live In Detroit.
V roce 2020 vydali své debutové album Vertigo.
Mezi lety 2022 a 2023 Blasko opustil skupiny Zakk Sabbath a Ozzyho Osbournea, aby se na plný úvazek věnoval manažerství kapely Black Veil Brides. Nahradil ho John DeServio, což je Zakkův kolega z kapely Black Label Society.
Začátkem roku 2025 nahradil Joeyho Castilla právě bubeník Jeff Fabb, který hraje také se Zakkem v Black Label Society.

## Členové

### Současní
- Zakk Wylde – zpěv, kytary (2014–dosud)
- John DeServio – baskytara (2023–dosud)
- Jeff Fabb – bicí (host: 2025–dosud)

### Dřívější
- John Tempesta – bicí (2014)
- JP Gaster – bicí (2017)
- Rob „Blasko“ Nicholson (2014–2023)
- Joey Castillo – bicí (2014–2024)

## Diskografie
- 2016 Live In Detroit
- 2020 Vertigo